# Le Sueur County
Das Le Sueur County ist ein County im US-amerikanischen Bundesstaat Minnesota. Im Jahr 2020 hatte das County 28.674 Einwohner und eine Bevölkerungsdichte von 24,7 Einwohnern pro Quadratkilometer. Der Verwaltungssitz (County Seat) ist Le Center.

## Geografie
Das County liegt im mittleren Südosten von Minnesota am östlichen Ufer des Minnesota River. Es hat eine Fläche von 1227 Quadratkilometern, wovon 66 Quadratkilometer Wasserfläche sind. An das Le Sueur County grenzen folgende Nachbarcountys:
| Sibley County     | Scott County  |             |
| Nicollet County   |               | Rice County |
| Blue Earth County | Waseca County |             |

## Geschichte
Das Le Sueur County wurde am 5. März 1853 aus Teilen des Dakota County gebildet. Benannt wurde es nach Pierre Charles Le Sueur.

## Demografische Daten

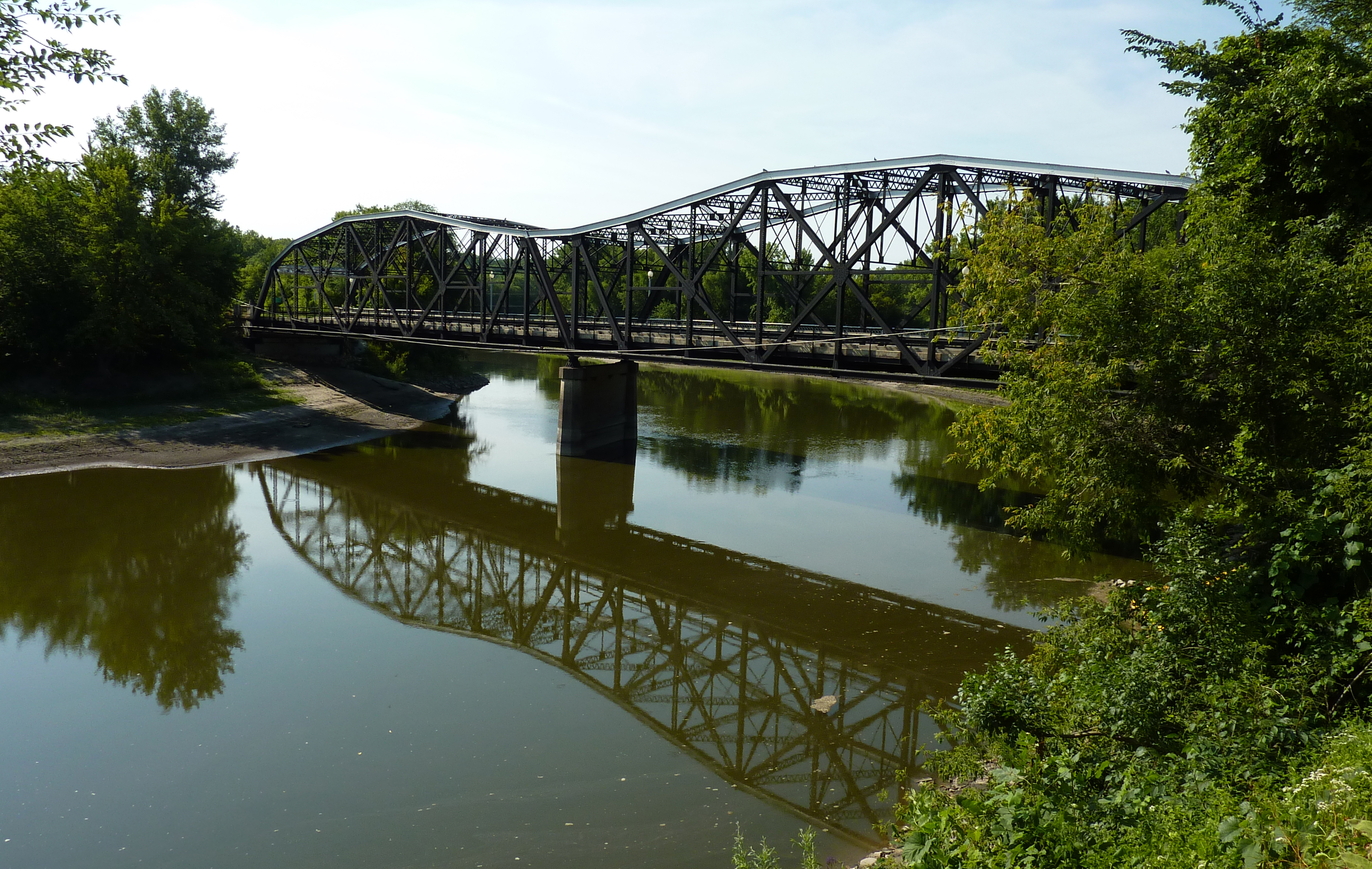
Broadway Bridge, gelistet im NRHP

Nach der Volkszählung im Jahr 2010 lebten im Le Sueur County 27.703 Menschen in 10.938 Haushalten. Die Bevölkerungsdichte betrug 23,9 Einwohner pro Quadratkilometer. In den 10.938 Haushalten lebten statistisch je 2,51 Personen.
Ethnisch betrachtet setzte sich die Bevölkerung zusammen aus 97,6 Prozent Weißen, 0,5 Prozent Afroamerikanern, 0,3 Prozent amerikanischen Ureinwohnern, 0,6 Prozent Asiaten sowie aus anderen ethnischen Gruppen; 0,9 Prozent stammten von zwei oder mehr Ethnien ab. Unabhängig von der ethnischen Zugehörigkeit waren 5,4 Prozent der Bevölkerung spanischer oder lateinamerikanischer Abstammung.
25,0 Prozent der Bevölkerung waren unter 18 Jahre alt, 60,6 Prozent waren zwischen 18 und 64 und 14,4 Prozent waren 65 Jahre oder älter. 49,5 Prozent der Bevölkerung war weiblich.

Das jährliche Durchschnittseinkommen eines Haushalts lag bei 58.074 USD. Das Pro-Kopf-Einkommen betrug 26.481 USD. 9,2 Prozent der Einwohner lebten unterhalb der Armutsgrenze.

## Ortschaften im Le Sueur County
Citys
| - Cleveland - Elysian1 - Heidelberg - Kasota | - Le Center - Le Sueur2 - Kilkenny - Montgomery | - New Prague3 - Waterville |

Unincorporated Communities
| - Cordova - Greenland - Lexington - Ottawa | - St. Henry - St. Thomas - Union Hill3 |

1 – teilweise im Waseca County

2 – teilweise im Sibley County

3 – teilweise im Scott County

## Gliederung
Das Le Sueur County ist neben den elf Citys in 14 Townships eingeteilt:
| Township            | Einwohner (2010) | FIPS     |
| ------------------- | ---------------- | -------- |
| Cleveland Township  | 658              | 27-11890 |
| Cordova Township    | 471              | 27-13204 |
| Derrynane Township  | 508              | 27-15760 |
| Elysian Township    | 1046             | 27-19178 |
| Kasota Township     | 1581             | 27-32480 |
| Kilkenny Township   | 404              | 27-33128 |
| Lanesburgh Township | 2035             | 27-35468 |

| Township            | Einwohner (2010) | FIPS     |
| ------------------- | ---------------- | -------- |
| Lexington Township  | 707              | 27-36872 |
| Montgomery Township | 665              | 27-43756 |
| Ottawa Township     | 283              | 27-49174 |
| Sharon Township     | 636              | 27-59386 |
| Tyrone Township     | 562              | 27-66100 |
| Washington Township | 715              | 27-68350 |
| Waterville Township | 716              | 27-68602 |